# 제이록 (기업)
주식회사 제이록(일본어: 株式会社ジェイロック)는 스포츠 선수 · 음악가 · 문화인의 경영을 맡는 일본의 기업이다.

## 소속 애슬리트 · 음악가

### 애슬리트
- 나가쿠라 타츠나오
- 나카무라 켄사쿠
- 마츠이 치나츠
- 아라하타 준이치
- 야마기시 유메토
- 오미가와 미치히로
- 와다 타츠미츠
- 요시다 히데히코
- 이리키 유사쿠
- 이태현
- 카고시마 미카
- 카노 아라타
- 카와고에 히데타카
- 카타야마 케이타로
- 코지마 소타
- 키타 야스시
- 히로나가 유지
- 히야마 신지로

### MUSIC DIVISION
- Needless Lyrics
- 플라스틱 트리
- 크레이지★샴푸
- 시시토
- 미야자키 나호코
- 아리사 치아키
- 다이젠지 후미코

### SAKIGAKE works
- 아카시 마사오
- HI-D

### 문화인
- 후지카와 유리

### ENTERTAINMENT DIVISION
- 카토 카즈키
- DAIZO
- 티아라
- B.A.P
- 에이핑크
- 모모랜드

## 과거 소속 애슬리트 · 음악가
- 타키모토 마코토
- 나카무라 카즈히로
- 오사와 시게키
- 타카하시 히사노리
- 이데 유지
- 하야시 켄타로
- 후쿠나가 야스시
- 나카니시 에이스케
- 이사쿠 아유리
- 카토 타카시
- 하즈키 아이
- 도레미단
- XYXX
- 히데키
- 이케다 준야

## 같이 보기
- 요시다 도조